# Evania johni
Evania johni är en stekelart som beskrevs av Joseph 1952. Evania johni ingår i släktet Evania och familjen hungersteklar. Inga underarter finns listade i Catalogue of Life.